# Élections municipales de 1983 à Rennes
Pour un article plus général, voir Élections municipales françaises de 1983.
Les élections municipales ont lieu les 6 et 13 mars 1983 à Rennes.

## Candidats
| Liste | Liste                                                   | Partis                | Tête de liste    |
| ----- | ------------------------------------------------------- | --------------------- | ---------------- |
|       | Union de l'opposition                                   | RPR-CDS-PR-CNIP       | Claude Champaud  |
|       | Rennes verte, alternative et écologie                   | ECO                   | Yves Cochet      |
|       | Union d'action sociale contre le chômage et la pauvreté | DVG                   | Hilaire Fournier |
|       | Union de la gauche                                      | PS-PCF-MRG-PSU-UDB-AÉ | Edmond Hervé     |
|       | Pour le socialisme, le pouvoir aux travailleurs         | LO-LCR                | Raymond Madec    |

## Résultats
- Maire sortant : Edmond Hervé (PS)
- 59 sièges à pourvoir au conseil municipal (population légale 1982 : 194 656 habitants)

|                                                         |                  |                       |              |              |             |             |        |        |  |
| Tête de liste                                           | Tête de liste    | Liste                 | Premier tour | Premier tour | Second tour | Second tour | Sièges | Sièges |  |
| Tête de liste                                           | Tête de liste    | Liste                 | Voix         | %            | Voix        | %           | CM     |        |  |
|                                                         | Edmond Hervé *   | PS-PCF-MRG-PSU-UDB-AÉ | 36 594       | 47,11        | 43 061      | 52,84       | 45     |        |  |
| Union de la Gauche                                      |                  |                       | 36 594       | 47,11        | 43 061      | 52,84       | 45     |        |  |
|                                                         | Claude Champaud  | RPR-CDS-PR-CNIP       | 34 024       | 43,80        | 38 437      | 47,16       | 14     |        |  |
| Union de l'opposition                                   |                  |                       | 34 024       | 43,80        | 38 437      | 47,16       | 14     |        |  |
|                                                         | Yves Cochet      | Écologiste            | 4 801        | 6,18         |             |             |        |        |  |
| Rennes verte, alternative et écologie                   |                  |                       | 4 801        | 6,18         |             |             |        |        |  |
|                                                         | Hilaire Fournier | DVG (PSS)             | 1 244        | 1,60         |             |             |        |        |  |
| Union d'action sociale contre le chômage et la pauvreté |                  |                       | 1 244        | 1,60         |             |             |        |        |  |
|                                                         | Raymond Madec    | LO-LCR (VT)           | 1 023        | 1,32         |             |             |        |        |  |
| Pour le socialisme, le pouvoir aux travailleurs         |                  |                       | 1 023        | 1,32         |             |             |        |        |  |
|                                                         |                  |                       |              |              |             |             |        |        |  |
| Inscrits                                                | Inscrits         | Inscrits              | 112 285      | 100,00       | 112 285     | 100,00      |        |        |  |
| Abstentions                                             | Abstentions      | Abstentions           | 33 380       | 29,73        | 29 067      | 25,89       |        |        |  |
| Votants                                                 | Votants          | Votants               | 78 905       | 70,27        | 83 218      | 74,11       |        |        |  |
| Nuls                                                    | Nuls             | Nuls                  | 1 219        | 1,08         | 1 720       | 1,53        |        |        |  |
| Exprimés                                                | Exprimés         | Exprimés              | 77 686       | 69,19        | 81 498      | 72,58       |        |        |  |
| * Liste du maire sortant                                |                  |                       |              |              |             |             |        |        |  |